# Dohy Balázs
Dohy Balázs (1996. december 28. –) magyar dramaturg, rendező.

## Életpályája
1996-ban született. 2015–2016 között az ELTE szabad bölcsészet szakos hallgatója volt. 2016–2021 között a Színház- és Filmművészeti Egyetem dramaturg szakán tanult, diplomáját ludwigsburgi egyetemen vehette át.

## Munkássága

### Színházi rendezései

#### Katona József Színház
- Wolfram Lotz: A politikusok (2023)[9]
- Bíró Zsombor Aurél: 2031 [eredetileg: Kivégzés] (2025)[10]

#### Egyéb
- Eltűntek (Szkéné Színház, 2023)[11]
- Annie Baker: Körtükör (KV Társulat, 2022)
- Wolfram Lotz: Nevetséges sötétség (FreeSZFE, 2021)
- Somorjai Réka: BOJZ (Szkéné Színház, 2024)
- Móricz Zsigmond: Rokonok (TÁP Színház, 2024)
- Puskin: Anyegin (Örkény Színház, 2024)

### Dramaturgként
- Ex katedra (Stereo Akt-Füge Produkció, 2021)

### Íróként
- Janne Teller - Dohy Balázs: Paszport (Kolibri Pince, 2022)